# Llangynwyd Castle
Llangynwyd Castle är en medeltida borgruin i Bridgend i södra Wales. Borgen uppfördes på 1100-talet och blev en ruin i samband med en brand på 1290-talet. 
Den ligger 172 meter över havet. Runt Llangynwyd Castle är det tätbefolkat, med 411 invånare per kvadratkilometer. Närmaste större samhälle är Rhondda, 16 km nordost om Llangynwyd Castle. Trakten runt Llangynwyd Castle består i huvudsak av gräsmarker.